# Scopula placida
Scopula placida är en fjärilsart som beskrevs av W. Warren 1905. Scopula placida ingår i släktet Scopula och familjen mätare. Inga underarter finns listade.